# Anopheles pujutensis
Anopheles pujutensis är en tvåvingeart som beskrevs av Donald Henry Colless 1948. Anopheles pujutensis ingår i släktet Anopheles och familjen stickmyggor. Inga underarter finns listade i Catalogue of Life.